# بیمارستان مسلمین
بیمارستان مسلمین بیمارستانی درمانی وابسته به نیروی دریایی سپاه پاسداران انقلاب اسلامی است که در شیراز، ایران قرار دارد. بنای جدید این بیمارستان در سال ۱۳۹۷ با ۱۷۰ تخت افتتاح گردید.

## پیشینه
این بیمارستان در سال ۱۳۱۰ با نام بیمارستان مرسلین و ۲۰ تخت شروع به کار کرد و بعد از انقلاب ۵۷ نام آن به بیمارستان مسلمین تغییر یافته است.

این بیمارستان که بزرگ‌ترین بیمارستان نیروی دریایی سپاه پاسداران انقلاب اسلامی است در زمینی به مساحت ۲۰ هزار مترمربع بنا شده و دارای بخش‌های داخلی، NICU، ارتوپدی، جراحی زنان و زایمان، جراحی عمومی، چشم، ICU، گوش حلق و بینی، ccu، فتوتراپی، ارولوژی، POST NICU، اورژانس، اطفال، پست پارتوم، اتاق عمل، زایمان، لیبر و پست پارتوم است.